# 艾里什格羅夫四號縣區 (伊利諾伊州默納德縣)
艾里什格羅夫四號鎮區（英語：Irish Grove No.4 Precinct）是位於美國伊利諾伊州默納德縣的一個縣區。

## 地方資料
根據2010年美國人口普查的數據，艾里什格羅夫四號鎮區的面積為68.00平方千米，當中陸地面積為67.79平方千米，而水域面積為0.21平方千米。當地共有人口229人，而人口密度為每平方千米3.37人。